# Ángel Mullera
Ángel Mullera (Lloret de Mar, España, 1984) es un atleta español, especialista en la prueba de 3000 m obstáculos en la que llegó a ser medallista de bronce europeo en 2014.

## Carrera deportiva
En el Campeonato Europeo de Atletismo de 2014 ganó la medalla de bronce en los 3000 m obstáculos, con un tiempo de 8:29.16 segundos, llegando a meta tras el francés Yoann Kowal (oro con 8:26.66 segundos) y el polaco Krystian Zalewski (plata).
En 2016 fue sancionado por dos años tras evitar un control antidopaje.